# Àleu (Arieja)
Àleu (occità) o Aleu (francès)) és un municipi francès al departament de l'Arieja (regió d'Occitània).